# Український соціологічний інститут
Український Соціологічний Інститут (УСІ) — заснований Михайлом Грушевським за співучастю інших членів Української Партії Соціалістів-Революціонерів восени 1919 у Відні. Від 1921 мав виклади з суспільних наук; до 1921 видав 8 тт. праць, серед ін.: «Початки громадянства» М. Грушевського, «Замітки і матеріали до історії української революції» П. Христюка, «Галичина в 1918–1920» М. Лозинського, «Теорія нації» В. Старосольського, «З починів укр. соц. руху. М. Драгоманов і женевський гурток»; брак фондів унеможливив дальші видання. З переїздом М. Грушевського й П. Христюка до УССР 1924 У. С. І. перестав існувати.
Український Соціологічний Інститут, науково-дослідна установа, заснована у Нью-Йорку 1969, досліджує життя українських поселень у світі, збирає та опрацьовує статистичні матеріали. У. С. І. керують наукова рада і президія; голова А. Міланич. Публікації: «Фізична карта України» (ред. Р. Дражньовський, 1972); «Українці в США і Канаді, ідентифіковані переписами населення» (ред. Р. Цибрівський, І. Тесля, 1975); «Українці в амер. і кан. суспільствах» (ред. В. Ісаїв, 1976); «Укр. поселення. Довідник» (вид. У. С. І. та НТШ, 1980).